# Buddy Buddy
Buddy Buddy é um filme estadunidense de 1981, do gênero comédia, realizado por Billy Wilder.

## Resumo
Num quarto de hotel Victor Clooney (Jack Lemmon), um desajeitado homem, tenta suicidar-se por ter sido abandonado pela mulher e acaba por perturbar Trabucco (Walter Matthau), um assassino profissional que tem um "contrato" com a Máfia para eliminar uma testemunha.

## Elenco
- Jack Lemmon (Victor Clooney)
- Walter Matthau (Trabucco)
- Paula Prentiss (Celia Clooney)
- Klaus Kinski (Dr. Hugo Zuckerbrot)
- Dana Elcar (Capitão Hubris)
- Miles Chapin (Eddie)
- Fil Formicola (Rudy "Disco" Gambola)
- C.J. Hunt (Kowalski)
- Michael Ensign